# Esquerchin
Esquerchin (Nederlands: Schere) is een gemeente in het Franse Noorderdepartement. De gemeente heeft een totale oppervlakte van 5,3 km² en telde 723 inwoners op 1 januari 1999.
In maart 2015 werden de kantons van Douai opgeheven en werd uit een deel van de gemeenten het kanton Douai gevormd, waar ook Esquerchin deel van ging uitmaken.

## Demografie
Onderstaande figuur toont het verloop van het inwonertal (bron: INSEE-tellingen).

Courchelettes · Cuincy · Douai · Esquerchin · Flers-en-Escrebieux · Lambres-lez-Douai · Lauwin-Planque
1. ↑  Populations de référence 2022.